# Dharmačakra

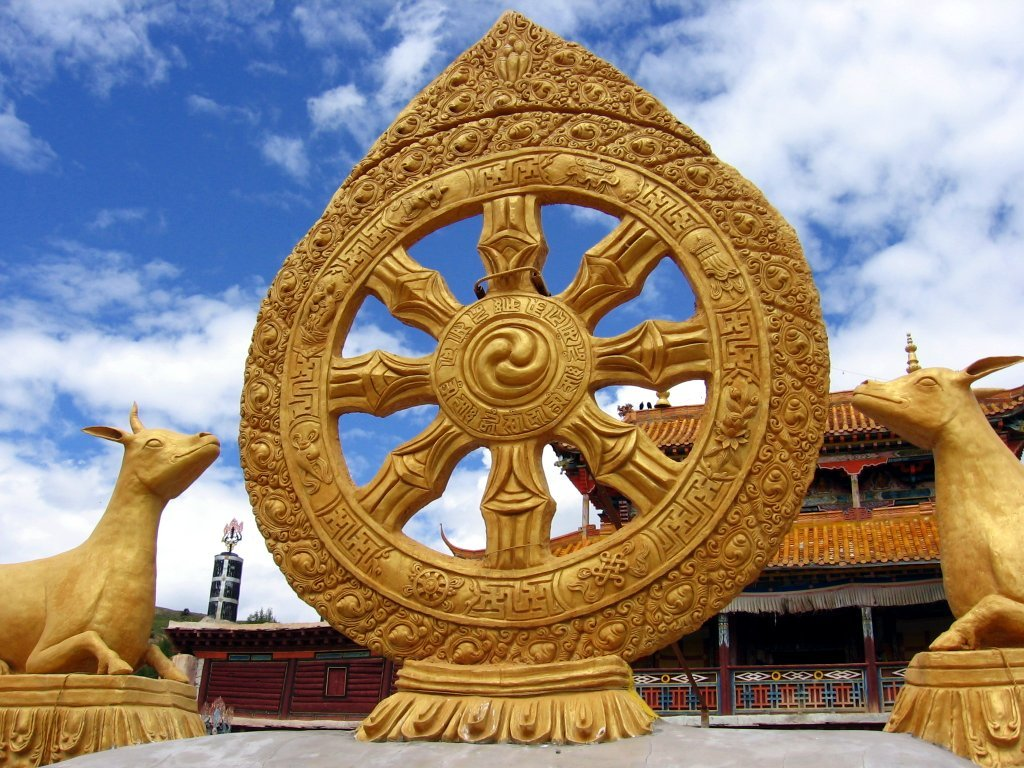
Tibetská Dharmačakra

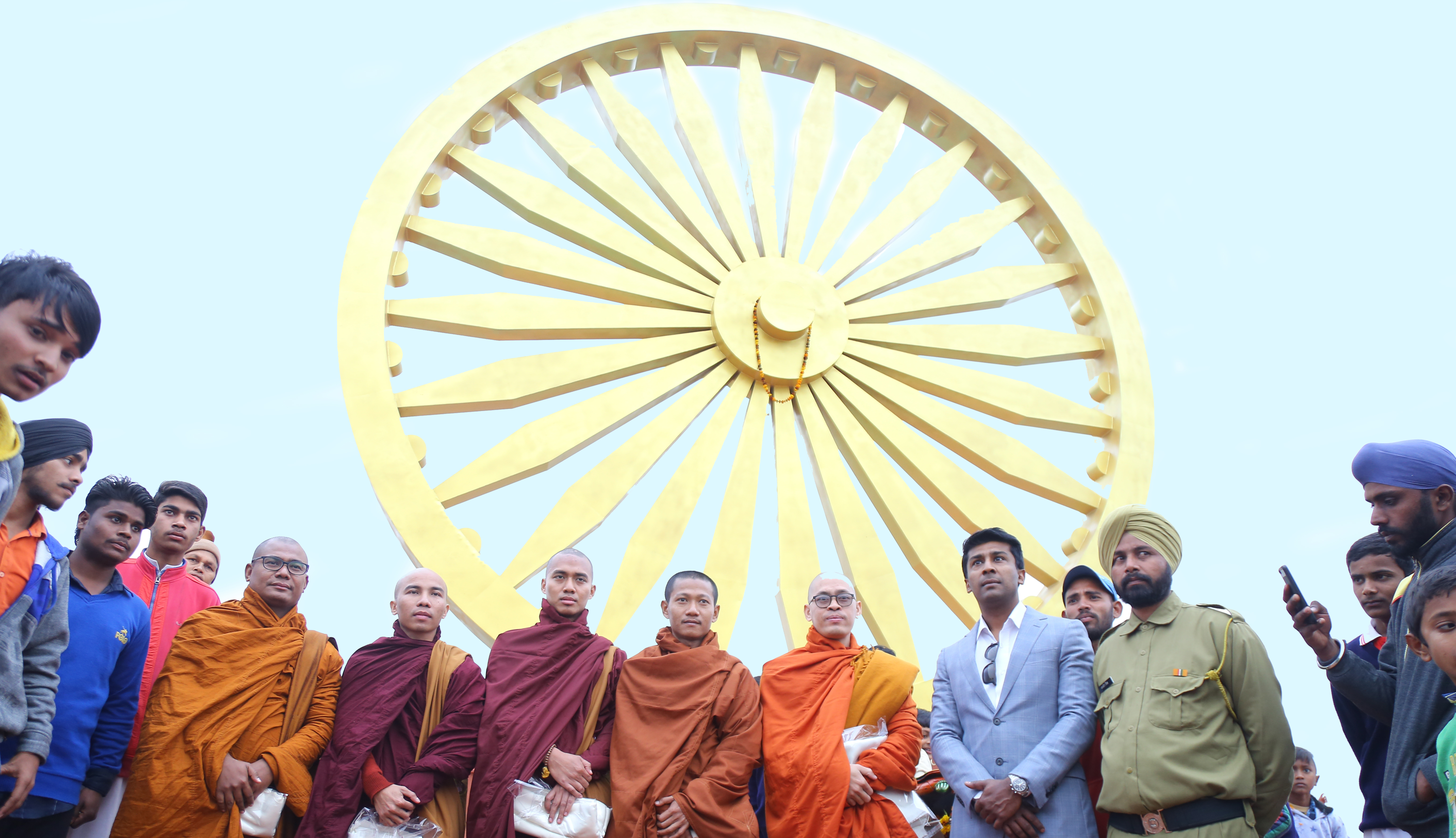
Indická Dharmačakra

Dharmačakra (v sanskrtu) či dhammačakka (v páli), též kolo dharmy, je symbol reprezentující dharmu, Buddhovo učení a jeho cestu k probuzení. V tibetské tradici buddhismu patří dharmačakra mezi osm šťastných symbolů. Slovo dharmačakra se skládá ze dvou slov, a to dharma, čili Buddhova nauka, a čakra („kolo“).
Kolo dharmy patří mezi nejstarší buddhistické symboly a v době vzniku buddhistického umění patřilo mezi symboly, pomocí kterých byl vyobrazován Gautama Buddha. Dharmačakra mívá různý počet paprsků, často však osm, což tak reprezentuje osmidílnou vznešenou stezku.

Tibetské kolo dharmy

Kuriozitou je zobrazení tohoto symbolu na chrámu povýšení kříže v Irkutsku, postaveném ve stylu sibiřského baroka, které v některých případech aplikovalo na křesťanské chrámy prvky buddhistické symboliky a ornamentů.
V Unicode je Dharmačakra jako symbol U+2638 WHEEL OF DHARMA, tj. „Kolo dharmy“, a má osm paprsků: ☸